# 1884 en Belgique
Chronologie de la Belgique
- 1880
- 1881
- 1882
- 1883
- 1884
- 1885
- 1886
- 1887
- 1888

Cette page recense des événements qui se sont produits durant l'année 1884 en Belgique.

## Événements
- 28 mai : création de la Société nationale des chemins de fer vicinaux (SNCV).
- 10 juin : défaite des libéraux aux législatives[1]. Leur nombre à la Chambre des représentants tombe de 79 à 52. Les catholiques abrogent la loi sur l’enseignement laïque. C’est la fin de la première guerre scolaire.
- 31 août : première parution de Vooruit, titre de presse socialiste de langue néerlandaise[2].
- 20 septembre : la loi Jacobs réintroduit l’enseignement religieux dans le programme de l’instruction primaire pour les communes qui le souhaitent[3].
- Octobre : Inauguration du premier réseau téléphonique inter-urbain grâce aux travaux de François Van Rysselberghe.
- 15 novembre : ouverture de la conférence de Berlin qui réglemente la colonisation sur le continent africain entre les différentes puissances européennes, ainsi que la rivalité franco-belge au Congo.

## Culture

### Arts
- 21 février - 2 mars : ouverture à Bruxelles du premier Salon des XX[4].
- 1 septembre - 1 novembre : ouverture du Salon de Bruxelles de 1884[5].

### Architecture

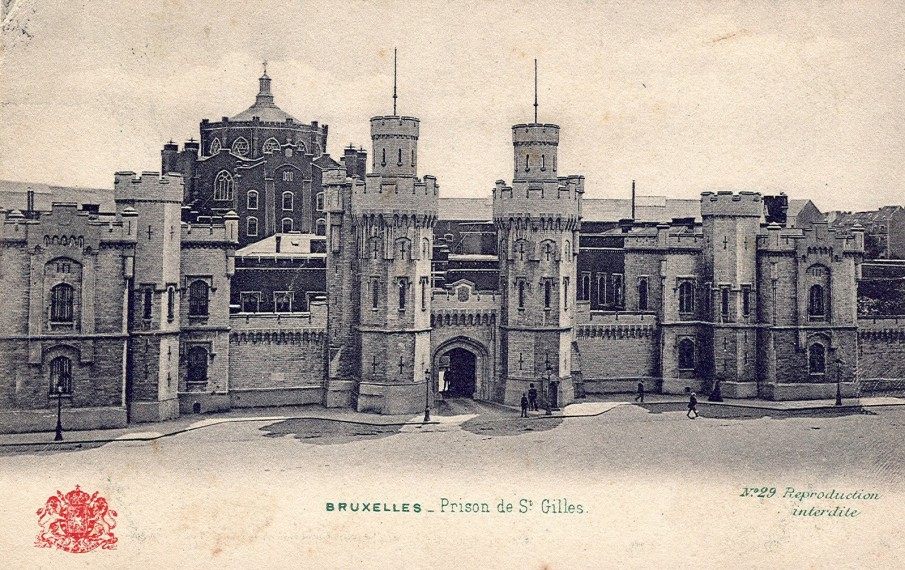
Prison de Saint-Gilles (style pseudo-Tudor)

### Littérature
- 15 juillet : Publication dans la Revue de La Jeune Belgique, de « Vers d'Amour », poésies de Georges Rodenbach.
- Kermesses, contes de Georges Eekhoud[6].
- Pierrot lunaire, recueil d'Albert Giraud[7].

### Peinture

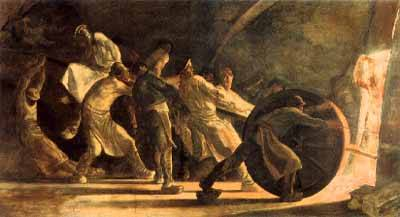
Le creuset brisé (Constantin Meunier).

## Naissances
- 17 février : Arthur Vanderpoorten, homme politique († 3 avril 1945).
- 6 septembre : Julien Lahaut, homme politique († 18 août 1950).
- 14 novembre : Camille Gutt, homme politique († 7 juin 1971).
- 28 décembre : Joseph Pholien, homme politique († 4 janvier 1968).

## Décès
- 5 novembre : Édouard d'Huart, homme politique (° 15 août 1800).